# 立石方亮
立石 方亮（たていし ほうりょう、1897年（明治30年）7月21日 - 1957年（昭和32年）4月16日）は、日本の陸軍軍人。最終階級は陸軍中将。旧名・鹿熊。

## 経歴
熊本県出身。熊本陸軍地方幼年学校、中央幼年学校を経て、1919年（大正8年）5月、陸軍士官学校（31期）を卒業。同年12月、歩兵少尉に任官し歩兵第80連隊付となる。1929年（昭和4年）11月、陸軍大学校（41期）を優等で卒業し歩兵第80連隊中隊長に就任した。
1931年（昭和6年）3月、陸士教官となり、第14師団参謀、参謀本部員を務め、1934年（昭和9年）8月、歩兵少佐に昇進。1935年（昭和10年）1月、ソビエト連邦駐在。1937年（昭和12年）8月、兵科を航空兵に転科し航空兵少佐となり陸大教官に就任。1938年（昭和13年）3月、航空兵中佐に進み、同年12月、トルコ大使館付武官に発令された。1939年（昭和14年）8月、航空兵大佐に昇進し、同年12月、ブルガリア公使館付武官を兼任。1943年（昭和18年）3月、陸軍少将に進級。1946年（昭和21年）3月に復員した。
1947年（昭和22年）11月28日、公職追放仮指定を受けた。